# NGC 2780
NGC 2780 este o galaxie spirală situată în constelația Linxul. A fost descoperită în 10 martie 1790 de către William Herschel. Se află la o distanță de 30,8 de megaparseci de Pământ.